# Аронов Гелій Юхимович
Ге́лій Юхи́мович Аро́нов (28 липня 1932, Київ — 4 травня 2016, там само) — український письменник.

## Біографія
Народився у Києві в сім'ї службовців. Після загибелі батька на фронті на початку Другої світової війни перебував з матір'ю на окупованій території в селі, де вона народилася.
Закінчив Київський медичний інститут (1958). Доктор медичних наук. Працював лікарем-хірургом в Хатанзі (1958—1959), був лікарем «швидкої допомоги» (1960—1989). Завідувач науково-дослідного закладу Українського національного медичного університету (з 1989), головний редактор журналу «Егупець». Друкується як прозаїк та поет з 1969 року.
Член Національної спілки письменників України (з 1998).